# Внутриматочная гормональная система
Внутриматочные контрацептивы (ВМК) являются одними из наиболее эффективных и удобных обратимых методов предупреждения нежелательной беременности. ВМК в виде спиралей различной формы получили широкое распространение в конце 50-х — начале 60-х гг. прошлого века. В 60-70-х гг были созданы модели ВМК из пластика (полиэтилена), а в последующем стали появляться медьсодержащие внутриматочные средства. Однако они не позволили полностью решить проблему меноррагий, которые являются одной из самых частых причин удаления внутриматочных спиралей.
Важнейшим этапом в разработке ВМК стало создание гормоновысвобождающих внутриматочных систем (ВМС — третье поколение ВМК). В 1976 г. в США появилась первая такая ВМК, получившая название Прогестасерт. Она была изготовлена из этиленвинилацетатного полимера и содержала 38 мг прогестерона с хлоридом бария. Однако из-за недостаточной продолжительности контрацептивного и терапевтического действия и повышенного риска развития внематочной беременности эта ВМС не получила широкого распространения.
По данным многочисленных исследований, наиболее эффективным и перспективным ВМК является содержащее левоноргестрел (ЛНГ) ВМС, разработанное в 1975 г. (коммерческое название — Левонова; в России зарегистрировано под названием Мирена).
ЛНГ — синтетический гестаген из группы 19-норстероидов, является самым активным из известных гестагенов, обладает сильным антиэстрогенным и антигонадотропным эффектами и слабыми андрогенными свойствами. ЛНГ, поступающий из резервуара ЛНГ-ВМС, попадает в полость матки, а затем через сеть капилляров в базальном слое эндометрия мигрирует в системный кровоток и органы-мишени, но его доза настолько мала, что возможность появлений системных побочных реакций минимальна. Уже через 15 минут после введения ВМС, ЛНГ можно определить в плазме крови, где он взаимодействует с белком, связывающим половые стероиды, сродство которого к ЛНГ выше, чем к эндогенным стероидам.
Внутриматочная гормональная рилизинг-система представляет собой пластиковое Т-образное ВМС с резервуаром диаметром 2,8 мм, содержащим 52 мг ЛНГ. Резервуар покрыт полидиметилсилоксановой мембраной, регулирующей и поддерживающей скорость выделения ЛНГ на уровне до 20 мкг/сут. Общая длина ВМС составляет 32 мм.
В Великобритании для обозначения Мирены применяется термин ВГС для того, чтобы терминологически отделить гормоносодержащие спирали от обычных медь-содержащих внутриматочных спиралей (ВМС). В США, гормоносодержащая спираль называется внутриматочным устройством. В России — внутриматочной гормональной системой ЛНГ-ВМС.

## Клиническое применение
- Контрацепция
- Меноррагия (обильные менструации), эндометриоз, хроническая боль внизу живота, дисменорея и  анемия. В некоторых случаях ВГС позволяет женщине избежать гистерэктомии – удаления матки.[1][2][3]

## Способ введения и срок применения
ВМС может устанавливаться только специально обученным врачом. Устройство должно вводиться в полость матки согласно всем инструкциям производителя, в асептических условиях, чтобы избежать попадания бактерий в полость матки. При высоком риске эндометрита (воспаления внутренней оболочки матки) до введения ВМС следует назначать антибиотики, но лучше у таких женщин ВМС не применять.
Техника введения ВМС несколько отличается от таковой при введении обычных ВМК из-за большего диаметра устройства, что обусловлено наличием резервуара с ЛНГ. Поэтому иногда требуются расширение цервикального канала и местная анестезия.
Данное ВМС можно вводить в любое время менструального цикла (МЦ), после искусственного аборта в I триместре (сразу после операции) при отсутствии инфицирования. После родов ВМС рекомендуют вводить не ранее чем через 6 недель. Первый контрольный осмотр проводят через 1 месяц, затем через 3 месяца и далее 1 раз в год.
Срок применения ВМС, согласно рекомендациям, составляет 5 лет, после чего ВМС рекомендуют удалить и заменить новой. По данным Sivin J. и соавт. (1991), ЛНГ-ВМС можно применять в течение 7 лет, так как её эффективность и безопасность сохраняются в течение этого периода.

## Механизм контрацепции
Выраженный контрацептивный эффект ЛНГ-ВМС определяется несколькими механизмами:
- изменением структуры эндометрия;
- нарушением функции сперматозоидов;
- изменением вязкости и химических свойств цервикальной слизи;
- нарушением перистальтики маточных труб;
- снижением гипоталамо-гипофизарной функции (слабовыраженное торможение секреции лютеинизирующего гормона, изменения процесса овуляции и функции жёлтого тела).

ЛНГ-ВМС оказывает многогранное действие на эндометрий, включающее:
- торможение пролиферативных процессов;
- подавление митотической активности клеток эндометрия и миометрия;
- децидуоподобную реакцию стромы;
- утолщение и фиброз стенок сосудов;
- тромбоз капилляров;
- снижение васкуляризации и количества сосудов;
- развитие атрофических процессов и аменореи.

Железы эндометрия уменьшаются в размерах, атрофируются, строма становится отёчной. Иногда возникает воспалительная реакция, инфильтрация лейкоцитами, некроз стромы эндометрия. Critchley Н. и соавт. (1998) через 12 месяцев после введения ЛНГ-ВМС обнаружили в эндометрии значительное уменьшение концентрации эстрогеновых и прогестероновых рецепторов. Этим, по мнению Zhu P. и соавт. (1999), подтвердивших данный эффект, и объясняется контрацептивный эффект Мирены, а также наступление аменореи.
Одним из факторов, опосредствующий митотический эффект эстрогенов на эндометрий, является инсулинподобный фактор роста - 1. В экспериментальном исследовании Pekonen F. и соавт. (1992) показано, что на фоне применения ЛНГ-ВМС в эндометрии повышается продукция белка, связывающего указанный ростовой фактор, что способствует подавлению стимулирующего влияния эстрогенов на митотическую активность эндометрия.
В настоящее время все ещё обсуждается роль изменений цервикальной слизи в контрацептивном эффекте ЛНГ-ВМС. Некоторые исследователи отмечают, что на фоне применения ЛНГ-ВМС снижается продукция слизи в цервикальном канале. Ortiz M.E. и соавт. (1987) отметили увеличение вязкости шеечной слизи за счёт повышения её плотности, что затрудняет прохождение в полость матки не только сперматозоидов, но и патогенных микроорганизмов. Однако предполагается, что влияние ЛНГ на цервикальную слизь не является его главным контрацептивным эффектом, хотя снижение её количества и изменения структуры вполне могут затруднять прохождение сперматозоидов в полость матки.
В литературе имеются указания, что ЛНГ и его производные могут оказывать прямое воздействие на сперматозоиды путём подавления их функциональной активности. Значительное подавление функции эндометрия также может способствовать нарушению миграции сперматозоидов в маточные трубы.
Большое число исследований было посвящено влиянию ЛНГ-ВМС на процессы овуляции. Многие исследователи считают, что на фоне ЛНГ-ВМС овуляторная функция яичников не подавляется. По данным Coleman M. и соавт. (1997), на протяжении первого года применения ЛНГ-ВМС до 78,5 % МЦ были овуляторными, и лишь в небольшом проценте случаев отмечается торможение процессов овуляции с последующим развитием неполноценной лютеиновой фазы. По-видимому, аменорея, наступающая в результате использования ЛНГ-ВМС, обусловлена не подавлением функции яичников, а реакцией эндометрия на локальное действие ЛНГ. Изменения в гипоталамо-гипофизарной системе были незначительными.
По данным Barbosa J. и соавт. (1990), циклическая функция яичников сохраняется при использовании ЛНГ-ВМС вне зависимости от наличия или отсутствия менструальных кровотечений, аменорея обусловлена локальным воздействием ЛНГ на эндометрий. Таким образом, главную роль в предупреждении беременности при применении ЛНГ-ВМС играет не подавление овуляции, а изменение морфологии и функции эндометрия в результате локального воздействия ЛНГ.

## Удаление
Обычно удаление ВМС происходит легче всего, если проводится в конце менструального цикла, и осуществляется врачом или специально обученной медицинской сестрой. При этом пинцетом захватывают нити спирали и осторожно потягивая за них, удаляют спираль.
«Потеря спирали» - это ситуация, когда женщина сама не может найти нити спирали при обычной проверке и врач не видит их при осмотре. В этой ситуации спираль удаляют либо с помощью специального устройства, либо пытаются зацепить пинцетом через шейку матки. В редких случаях такие попытки оказываются безуспешными, требуется ультразвуковое исследование и исключение перфорации спирали в брюшную полость, или её незаметного выпадения. Очень редко требуется гистероскопия.
После удаления Мирены фертильность женщины восстанавливается достаточно быстро: в течение года частота запланированных беременностей достигает 79,1–96,4 %. Состояние эндометрия восстанавливается через 1–3 месяца после удаления ЛНГ-ВМС, МЦ нормализуется в течение 30 дней.

## Противопоказания
Публикация ВОЗ Критерии применения контрацептивов и публикация Королевского общества акушеров и гинекологов Великобритании по планированию семьи и контрацепции имеют список противопоказаний к применению левоноргестрел-содержащих спиралей, если это сопровождается риском для здоровья.
Состояния, которые доказанно или теоретически могут быть опасными при использовании ВГС с левоноргестрелом:
- Послеродовой период – 48 часов – 4 недели (высокий риск экспульсии ВГС)
- Тромбоз глубоких вен или тромбоэмболия лёгочной артерии
- Доброкачественная трофобластическая болезнь (пузырный занос)
- Рак груди в анамнезе, по крайней мере в течение 5 лет после лечения
- Рак яичников
- Очень высокая вероятность гонореи или других заболеваний, передающихся половым путём, например, хламидиоза.
- ВИЧ-инфекция в стадии СПИД (кроме случаев успешной антиретровирусной терапии)
- Активное заболевание печени (острый вирусный гепатит, тяжёлый декомпенсированный цирроз, доброкачественные или злокачественные опухоли печени)

Абсолютные противопоказания для применения ВГС с левоноргестрелом:
- Беременность
- Послеродовой сепсис
- Непосредственно после септического аборта
- Вагинальное кровотечение[англ.] неизвестной природы до обследования
- Хорионэпителиома
- Рак шейки матки (до лечения)
- Активное заболевание печени (острый вирусный гепатит, тяжёлый декомпенсированный цирроз, доброкачественные или злокачественные опухоли печени)
- Активный или недавно перенесённый рак груди (гормонально-чувствительная опухоль)
- Рак эндометрия
- Деформация полости матки миомами, или анатомические аномалии строения
- Текущее воспалительное заболевание органов малого таза
- Текущий гнойный цервицит, хламидийная инфекция, или гонорея.
- Туберкулёз женской половой системы

## Побочные эффекты и осложнения
Самый распространенный побочный эффект ЛНГ-ВМС, развивающийся в первые 3 месяца применения, – ациклические скудные кровянистые выделения и нерегулярный МЦ. При сравнении ЛНГ-ВМС с ВМС Nova-T эти явления в первые 2 месяца были значительно более выраженными при применении ЛНГ-ВМС, на 3-4 месяце различия между ВМС исчезали, а через 5 месяцев количество дней менструальных и ациклических кровотечений в группе ЛНГ-ВМС стало значительно меньшими, чем при использовании Nova-T.
По данным Sturridge F. и соавт. (1997), более чем у 10 % женщин через 5 месяцев после введения ЛНГ-ВМС наступает аменорея, обусловленная атрофией эндометрия вследствие местного воздействия ЛНГ, но не нарушения функции яичников. Многие авторы считают неприемлемым использование термина “аменорея” для обозначения отсутствия менструаций на фоне использования ЛНГ-ВМС, так как в данном случае не является патологическим явлением и может расцениваться как лечебный эффект данного метода контрацепции.
Иногда в течение первых месяцев после введения ЛНГ-ВМС у пациенток возникают симптомы депрессии, что может быть связано с низкой концентрацией эстрадиола в плазме крови.
Головная боль на фоне применения ЛНГ-ВМС наблюдается у 5–10 % женщин. Как правило, она исчезает через 2–3 месяца и не требует специального лечения. Иногда отмечается нагрубание молочных желез, преимущественно у пациенток с высокой концентрацией эстрадиола в плазме крови или при наличии неовулированного фолликула.
На фоне использования ЛНГ-ВМС могут возникать функциональные кисты яичников, однако обычно они подвергаются обратному развитию без лечения и не являются показанием для удаления ВМС.
Частота возникновения воспалительных заболеваний органов малого таза при использовании ЛНГ-ВМС невелика. По мнению Toivonen J. (1991), ЛНГ-ВМС даже обладает защитным действием в отношении этой патологии, что расширяет показания к применению ЛНГ-ВМС.
Выраженность побочных эффектов ослабляется с увеличением продолжительности использования ЛНГ-ВМС.
По данным Прилепской В.Н. и соавт. (2000), наиболее часто встречающимися побочными реакциями при применении ЛНГ-ВМС являются: ациклические межменструальные кровянистые выделения (50,8 %), нагрубание молочных желез (15,4 %) и акне (15,4 %), которые появляются в первые 2–3 месяца контрацепции и в последующем исчезают без назначения какой-либо терапии.

### Изменение менструального цикла
Самый распространенный побочный эффект ЛНГ-ВМС в первые 3 мес - ациклические скудные кровянистые выделения и нерегулярный менструальный цикл. При сравнении характера менструальных циклов у женщин с ЛНГ-ВМС и Nova-T обнаружено, что в первые 2 мес. продолжительность менструального кровотечения и ациклических скудных кровянистых выделений значительно выше на фоне применения ЛНГ-ВМС, но уже к 3-му и 4-му месяцу эти различия исчезали, а через 5 мес. количество дней менструальных и ациклических кровотечений в группе с ЛНГ-ВМС резко снизилось по сравнению с группой использовавших Nova-T. По данным F.Sturridge и соавт. (1997 г.), более чем у 10% женщин через 5 мес после введения ЛНГ-ВМС наступает аменорея, обусловленная атрофией эндометрия вследствие местного воздействия левоноргестрела, но не нарушения функции яичников. Многие авторы считают неприемлемым использование термина «аменорея» для обозначения отсутствия менструаций на фоне использования ЛНГ-ВМС ввиду того, что аменорея в данном случае является симптомом, а не заболеванием и может расцениваться как терапевтический эффект данного метода контрацепции.
C.S.Nilsson и соавт. (1984 г.) выявили значительное уменьшение объёма менструальной кровопотери на фоне применения ЛНГ-ВМС по сравнению с характером менструации до введения ВМС или в сравнении с менструациями на фоне медьсодержащих средств. Средняя кровопотеря в течение 3 циклов для ЛНГ-ВМС составила в данном исследовании 72 мл, а для медьсодержащих - 112 мл.
Иногда у пациенток возникают симптомы депрессии в течение первых месяцев после введения ЛНГ-ВМС, что специалисты объясняют низкой концентрацией эстрадиола в плазме крови.
Головная боль на фоне применения ЛНГ-ВМС наблюдается у 5-10% женщин. Как правило, она исчезает через 2-3 мес и не требует специального лечения. Иногда наблюдается нагрубание молочных желез преимущественно у пациенток с высокой концентрацией эстрадиола в плазме крови или при наличии неовулированного фолликула. На фоне применения ЛНГ-ВМС могут возникать функциональные кисты яичников, однако обычно они подвергались обратному развитию без лечения и не являются показанием для удаления ВМС.

### Воспалительные заболевания органов малого таза
Частота возникновения воспалительных заболеваний органов малого таза при использовании ЛНГ-ВМС невелика. Общий показатель составил 0,5 по сравнению с 2 при использовании TCu200Ag (J.Toivonen, 1991), что позволило авторам сделать вывод о защитном действии ЛНГ-ВМС против воспалительных заболеваний половых органов. По мнению A.Kubba (1998 г.), возникновение инфекционных осложнений возможно на 20-й день после введения любого ВМК, чаще в результате инфицирования половых путей хламидиями и другими микроорганизмами перед введением ВМК. Поэтому для профилактики этого осложнения необходимо предварительное обследование на ИППП, особенно женщин моложе 25 лет и тех, кто недавно сменил партнёра.
Выраженность побочных эффектов ослабляется с увеличением продолжительности использования ЛНГ-ВМС.

### Кормящие матери
Контрацептивы, содержащие только прогестерон, например, ВМС, не влияют ни на лактацию, ни на рост ребёнка.
Левоноргестрел обнаруживается в крови детей, которые находятся на грудном вскармливании, концентрация при этом  составляет 7% от концентрации в крови матери. Шестилетнее исследование детей, матери которых пользовались левноргестрел-содержащими контрацепции и кормили грудью, показало, что у детей был выше риск инфекций глаз и дыхательных путей, но ниже риск различных неврологических осложнений, по сравнению с теми детьми, матери которых использовали обычную ВМС. Долговременных исследований по влиянию левоноргестрела на детей, вскормленных грудью, не проводилось.
Всемирная Организация Здравоохранения выступает против введения ВМС сразу же после родов, так как в этом случае выше риск выпадения спирали. Также у специалистов есть сомнения относительно влияния гормонов на развитие печени и мозга ребёнка в течение 6 недель после рождения. Однако, ВОЗ рекомендует советовать Мирену в качестве возможной меры контрацепции через 6 недель после родов даже кормящим женщинам. Британская организация по планированию семьи предлагает Мирену в качестве средства контрацепции кормящим женщинам, начиная с четырёх недель после родов.

### Влияние на частоту онкологических заболеваний
FDA сделала вывод, что способность вызывать онкологические заболевания у Мирены очень низкая. В соответствии с данными исследования Международного агентства по исследованию онкологических заболеваний от 1999  года, противозачаточные средства, содержащие только прогестин, снижают риск рака эндометрия.  Авторы сделали вывод, что эти методы не вызывают повышения риска онкологических заболеваний, хотя небольшая выборка не позволяет сделать окончательных выводов. Применение только прогестина в менопаузе удваивает риск рака молочной железы по сравнению с теми, кто ничем не пользовался.
Поскольку клетки рака молочной железы часто чувствительны к гормонам, Мирена и другие гормональные способы контрацепции не рекомендуются женщинам, которые болели раком, сейчас страдают раком, или предполагают, что у них может быть рак.

### Костная минеральная плотность
Нет никаких данных в пользу того, что ЛНГ-ВМС способна как-то влиять на костную минеральную плотность. Единственное опубликованное исследование показало, что при длительном применении (более 7 лет) костная минеральная плотность лучевой кости и локтевой кости была точно такой же, как и у тех, кто Мирену не использовал. Вдобавок, все измерения были такими же, как ожидаемые значения у женщин из той же возрастной группы. Авторы исследования утверждают, что такие результаты были вполне предсказуемы, так как хорошо известно, что основной фактор, ответственный за потерю костной массы у женщин – это гипоэстрогения, а в соответствии с данными ранее проведённых исследований, уровень эстрадиола у женщин, использовавших Мирену, был нормальным.

## Эффективность
По данным многочисленных исследований, высокая контрацептивная эффективность ЛНГ-ВМС (индекс Перля – 0–0,3) сравнима с таковой при хирургической стерилизации, но при этом контрацептивное действие Мирены полностью обратимо. По данным Прилепской В.Н. и соавт. (2000), при использовании ЛНГ-ВМС беременность не наступила ни у одной из 65 женщин, участвовавших в исследовании.
Andersson К. и соавт. (1994) показали, что ЛНГ-ВМС в значительной большей мере предохраняет от внематочной беременности, чем другие ВМС. По результатам европейского многоцентрового исследования частота внематочной беременности на 100 женщин-лет составила 0,2 для Мирены и 2,5 для Nova-T.

## Восстановление фертильности после отмены
После удаления ЛНГ-ВМС фертильность женщины восстанавливается достаточно быстро: в течение года частота запланированных беременностей достигает 79,1-96,4%. Состояние эндометрия восстанавливается через 1-3 мес после удаления ЛНГ-ВМС, менструальный цикл нормализуется в течение 30 дней, фертильность - в среднем через 12 мес.

## Влияние на метаболические процессы (систему гемостаза, липидный спектр крови и углеводный обмен)
По данным крупномасштабных исследований, с контрольными периодами в 5 лет ЛНГ-ВМС не оказывает негативного влияния на показатели свертывающей системы крови. Содержание фибриногена, факторов протромбинового комплекса, тромбоцитов и их агрегационной активности остаются стабильными на фоне использования ЛНГ-ВМС. Колебания показателей липидного спектра крови (содержание общего холестерина - ХС, ХС липопротеидов высокой плотности - ХС ЛПВП, ХС липопротеидов низкой плотности - ХС ЛПНП, ХС липопротеидов очень низкой плотности - ХСЛПОНП, ТГ, КА) не превышали нормативных значений, т.е. не обнаружено атерогенного её воздействия на параметры липидного спектра крови, а также активности печеночных ферментов. Результаты клинических исследований, продолжавшихся в течение 5 лет, свидетельствовали о том, что ЛНГ-ВМС не оказывает отрицательного влияния на показатели АД, массу тела.

## Неконтрацептивные лечебные эффекты
ЛНГ-ВМС авторы объяснили прямым влиянием на очаги аденомиоза: снижением уровня простагландинов и факторов фибринолитической активности в эндометрии, уменьшением степени васкуляризации, торможением пролиферативных процессов и гипотрофией эктопического эндометрия.
Fedele L. и соавт. вводили ЛНГ-ВМС 11 пациенткам с целью лечения ректовагинального эндометриоза. Через 3 месяца исчезли проявления дисменореи и уменьшилась выраженность диспареунии. По данным трансректальной ультрасонографии, к 12-му месяцу лечения несколько уменьшились размеры очагов эндометриоза в области ректовагинальной перегородки. Авторы связали этот эффект с непосредственным действием ЛНГ на рецепторном уровне.
Для лечения ПМС используются различные медикаментозные средства. Barrington J. и соавт. (1997) применяли с этой целью подкожную имплантацию эстрадиола в сочетании с ЛНГ-ВМС. Эстрадиол подавлял функцию яичников и купировал симптомы ПМС, а ЛНГ-ВМС предупреждала развитие гиперпластических процессов в эндометрии.
По нашим данным (2001), клинические проявления ПМС (раздражительность, снижение трудоспособности, слабость, вздутие живота, отеки нижних конечностей и др.) исчезли у 21,5 % женщин к 6-му месяцу, а у 36,9 % – к 12 месяцу применения ЛНГ-ВМС. Исчезновение или значительное ослабление болевых ощущений отмечено у 20,0 % пациенток с первичной дисменореей к 6-му месяцу контрацепции и у 35,4 % – к 12 месяцу.
Scholten Р. и соавт. (1989) оценивали у 52 женщин с ПМС эффективность ЛНГ-ВМС и медьсодержащей ВМС. Было продемонстрировано, что на фоне ЛНГ-ВМС выраженность симптомов ПМС значительно снижалась, а на фоне медьсодержащей ВМС, наоборот, усиливалась.
Пациенткам с гормонально-зависимым раком молочной железы (РМЖ) в качестве адъювантной терапии часто назначают тамоксифен. К сожалению, в результате эстрогеноподобного действия препарата могут развиваться полипы эндометрия, миома, гиперплазия и даже рак эндометрия. Было проведено рандомизированное контрольное исследование у женщин в постменопаузе, не менее года получавших адъювантную терапию тамоксифеном по поводу РМЖ. Части женщин на год вводили ЛНГ-ВМС. По результатам изучения биопсий эндометрия был сделан вывод, что ЛНГ-ВМС оказывает на него защитное действие. Однако для подтверждения этих данных следует провести более крупное рандомизированное исследование, причём ЛНГ-ВМС должна быть введена перед началом лечения тамоксифеном.
Возможно применение ЛНГ-ВМС, как микродозированного гормонального гестагенного компонента заместительной гормональной терапии (ЗГТ), в сочетании с эстрогенами. О таком использовании ЛНГ-ВМС впервые сообщили Andersson K. и соавт. в 1992 г. ЗГТ с ЛНГ-ВМС способствует значительному снижению выраженности симптомов климактерического синдрома и регрессу гиперпластических процессов в эндометрии и молочных железах. По нашим данным (2001), отмечено значительное ослабление вегетососудистых (92 %) и психоневрологческих (85 %) расстройств у женщин с климактерическим синдромом в пременопаузе через 6 месяцев применения ЗГТ с Миреной в качестве гестагенного компонента. Применение ЛНГ-ВМС в дополнение к эстрогену в составе ЗГТ у пациенток в перименопаузе подавляет пролиферацию эндометрия, способствует развитию аменореи и позволяет избежать побочной вазомоторной симптоматики. В исследования Hampton N.R.E. и соавт. (2005) через 60 месяцев применения ЛНГ-ВМС у женщин в перименопаузе не было обнаружено гиперплазии эндометрия. Через 12 месяцев аменорея развилась у 54,4 % пациенток, а к концу исследования - у 92,7 %.
По данным крупномасштабных исследований с 5-летней длительностью наблюдения ЛНГ-ВМС не оказывает негативного влияния на липидный спектр, показатели артериального давления и массу тела. По нашим данным, применение ЛНГ-ВМС не ухудшает метаболический контроль и не вызывает инсулинорезистентности. Небольшое количество ЛНГ, поступающее в кровь из ВМС, не влияет на метаболизм глюкозы.
Итак, анализ данных литературы свидетельствует, что ЛНГ-ВМС является не только эффективным методом предупреждения нежелательной беременности у женщин репродуктивного возраста и фертильных женщин с овуляторным менструальным циклом в пременопаузе, но и эффективным средством лечения целого ряда распространённых гинекологических заболеваний.
Наиболее целесообразно применение ЛНГ-ВМС у пациенток с гиперпластическими процессами в эндометрии и молочных железах, при эндометриозе, миоме матки, а также при дисменорее и ПМС. Результаты проведённых исследований свидетельствуют, что ЛНГ-ВМС является эффективным, экономически выгодным методом лечения, снижающим менструальную кровопотерю, улучшающим показатели гемоглобина и сывороточного железа.
Таким образом, гормональная контрацепция и гормональная терапия с использованием ВМС, содержащей ЛНГ, являются звеньями одной цепи. ЛНГ-ВМС не только является высокоэффективным и обратимым методом контрацепции для женщин всех возрастных групп, но и обладает рядом лечебных свойств при многих гинекологических заболеваниях.

## Виды внутриматочных гормональных систем
Progestasert была первой внутриматочной гормональной системой, разработанной в 1976 году, производилась до 2001 года. Система содержала прогестерон со скоростью высвобождения в 65 микрограммов в сутки. В большинстве стран её заменяли раз в год, во Франции – раз в 18 месяцев, процент неудач составлял 2% в течение года.
Разработка и исследования Мирены начались ещё в семидесятых годах. Мирена впервые появилась на рынке в Финляндии в 1990 году, но до 2000 года не было получено одобрения FDA. Из системы выделяется 20 микрограммов левоноргестрела в сутки, и она может оставаться на месте в течение 5 лет.
Contrel, бельгийская компания, которая разработала  GyneFix в настоящее время работает над исследованием новой, низкодозовой Т-образной спирали Femilis (14 микрограммов в сутки). Femilis будет выпускаться и в меньшем размере (Femilis Slim)  для нерожавших женщин. Ещё можно будет вводить через специальный шприц, и считается, что эффективность введения в этом случае будет меньше зависеть от опыта врача.
Также получены положительные результаты по применению нового мягкого внутриматочного устройства FibroPlant-LNG (также от фирмы  Contrel). Закрепляется на дне матки, а не фиксируется самой пластиковой конструкцией. Она выделяет 14 микрограммов левоноргестрела в сутки и может использоваться по крайней мере 3 года. До 2005 года эти устройства не продавались.